# Пак Нам Чхоль (1985)
Пак Нам Чхоль (кор. 박남철?, 朴南哲?; 2 июля 1985, Пхеньян, КНДР) — северокорейский футболист, полузащитник клуба. Выступал в сборной КНДР, участник Чемпионата мира по футболу 2010 года.

## Карьера

### Клубная
С 2004 года выступает в Северокорейской лиге за клуб «25 апреля», который становился чемпионом страны в 2005 году.

### В сборной
Выступал за сборную КНДР до 23 лет, в её составе участвовал в отборочном турнире к Олимпийским играм 2008 года и в проходившем в Гонконге финальном турнире Восточноазиатских игр 2009 года.
В составе главной национальной сборной КНДР дебютировал в 2004 году, сыграл в её составе 5 матчей в отборочном турнире к чемпионату мира 2006 года и 10 встреч в отборочном турнире к чемпионату мира 2010 года.
В 2010 году Пак был включён в заявку команды на финальный турнир чемпионата мира в ЮАР, где сыграл во всех 3-х матчах сборной.

## Достижения
- Чемпион КНДР (1): 2005